# Misato, Saitama (municipiu)

Misato (三郷市 Misato-shi?) este un municipiu din Japonia, prefectura Saitama.